# Bobby and the Midnites
Bobby and the Midnites byla americká rocková superskupina, založená v roce 1980. Ve skupině hráli například Bob Weir, Brent Mydland (Grateful Dead) nebo Billy Cobham (Mahavishnu Orchestra). Skupina se v roce 1984, po vydání a jednoho singlu a dvou alb, rozpadla.

## Diskografie

### Alba
- Bobby and the Midnites (1981)
- Where the Beat Meets the Street (1984)